# Callicebus regulus
Il callicebo dalla testa rossa (Callicebus regulus Thomas, 1927) è un primate Platirrino della famiglia dei Pitecidi.
Veniva un tempo considerato una sottospecie di Callicebus torquatus (Callicebus torquatus regulus), dal quale si differenzia per la presenza di una sfumatura di color rosso-ruggine sulla testa, dalla quale derivano il nome comune e quello scientifico della specie. Come in tutte le specie ascritte al sottogenere Torquatus, anche in questa specie è presente il caratteristico segno vianco a forma di V sul petto.